# Holmbergiana orientalis
Holmbergiana orientalis is een hooiwagen uit de familie Sclerosomatidae.